# Historiografia da infância

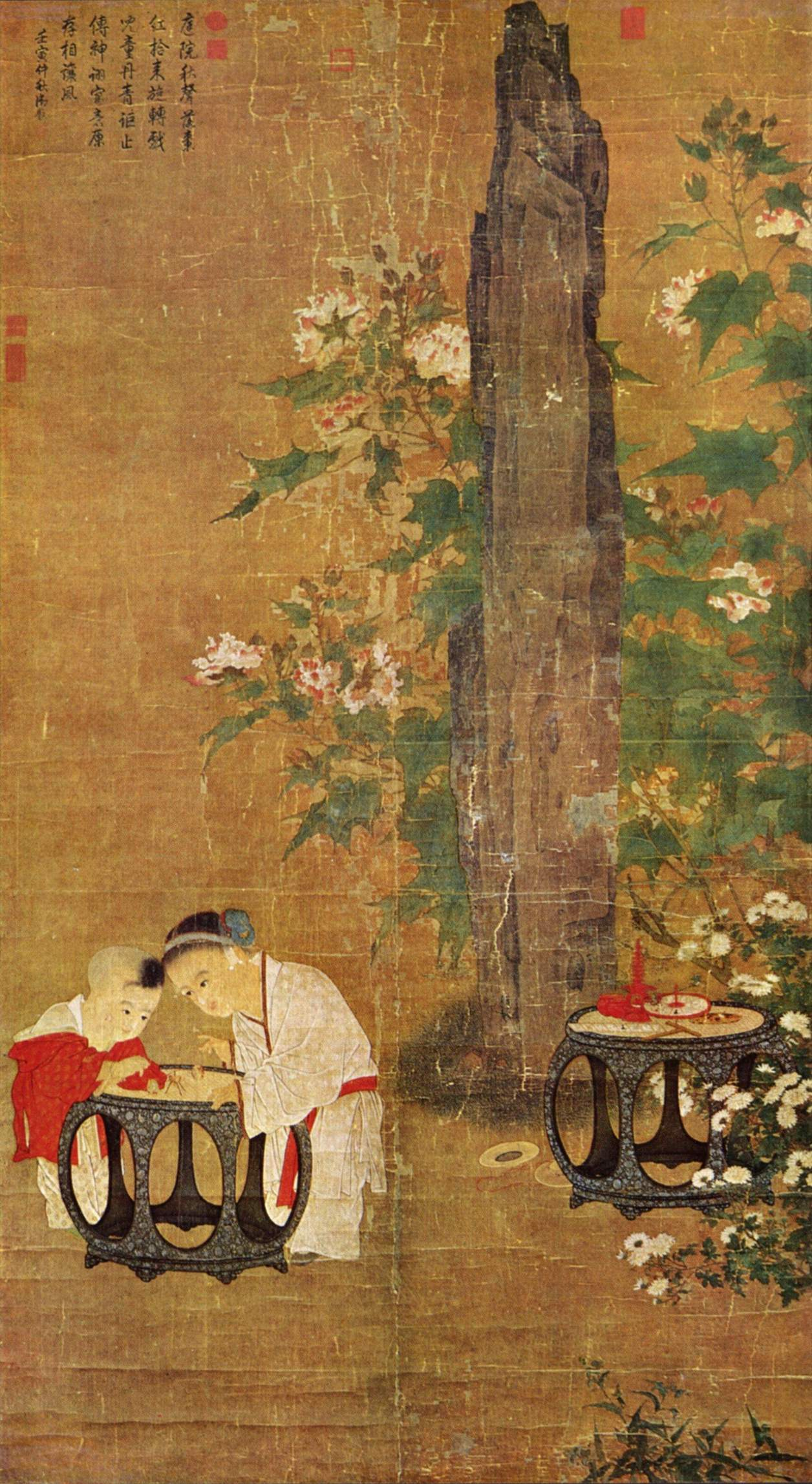
Crianças brincando, do artista chinês da dinastia Song Su Hanchen, c. 1150 d.C.

A história da infância tem sido um tema de interesse da história social desde o influente livro A Criança e a Vida Familiar no Antigo Regime, publicado pelo historiador francês Philippe Ariès em 1960 e considerado inaugural nesse campo da historiografia.
Ariès argumentou que "infância" como um conceito foi criado pela sociedade moderna, baseando-se em pinturas, tumbas, móveis e boletins escolares do século XVII que representavam as crianças como mini-adultos. Essa tese particular, cuja influência foi alcunhada de "efeito Ariès", foi amplamente refutada e é pouco aceita na historiografia contemporânea. No entanto, é inconteste pela maioria dos historiadores e cientistas sociais o quadro geral avançado por Ariès em afirmar que há sensibilidades, experiências e atitudes em relação às crianças próprias da modernidade e que a infância não é livre de influência histórica. Por exemplo, há interferência própria das crenças, como a de que as crianças nasceriam puras e inocentes, consideração comum em várias religiões do judaísmo ao neoconfucionismo; ou mesmo o contrário: de que nasceriam impuras, fracas, ignorantes, pecadoras.
Outros estudiosos enfatizaram como a educação infantil medieval e moderna não era indiferente, negligente ou brutal. O historiador Stephen Wilson argumenta que, no contexto de pobreza pré-industrial e alta mortalidade infantil (com um terço ou mais dos bebês morrendo), as práticas reais de criação dos filhos representavam um comportamento apropriado nas circunstâncias. Ele aponta para o cuidado parental extensivo durante a doença e para o luto pela morte, sacrifícios dos pais para maximizar o bem-estar da criança e um amplo culto da infância na prática religiosa.

## História pré-industrial e medieval europeia
Os historiadores supunham que as famílias tradicionais na era pré-industrial envolviam a família extensa, com avós, pais, filhos e talvez alguns outros parentes vivendo juntos e governados por um patriarca idoso. Havia exemplos disso nos Bálcãs—e em famílias aristocráticas. No entanto, o padrão típico na Europa Ocidental era a família nuclear muito mais simples de marido, mulher e seus filhos (e talvez um servo, que poderia muito bem ser um parente). As crianças eram muitas vezes enviadas temporariamente como serviçais para parentes que precisavam de ajuda.

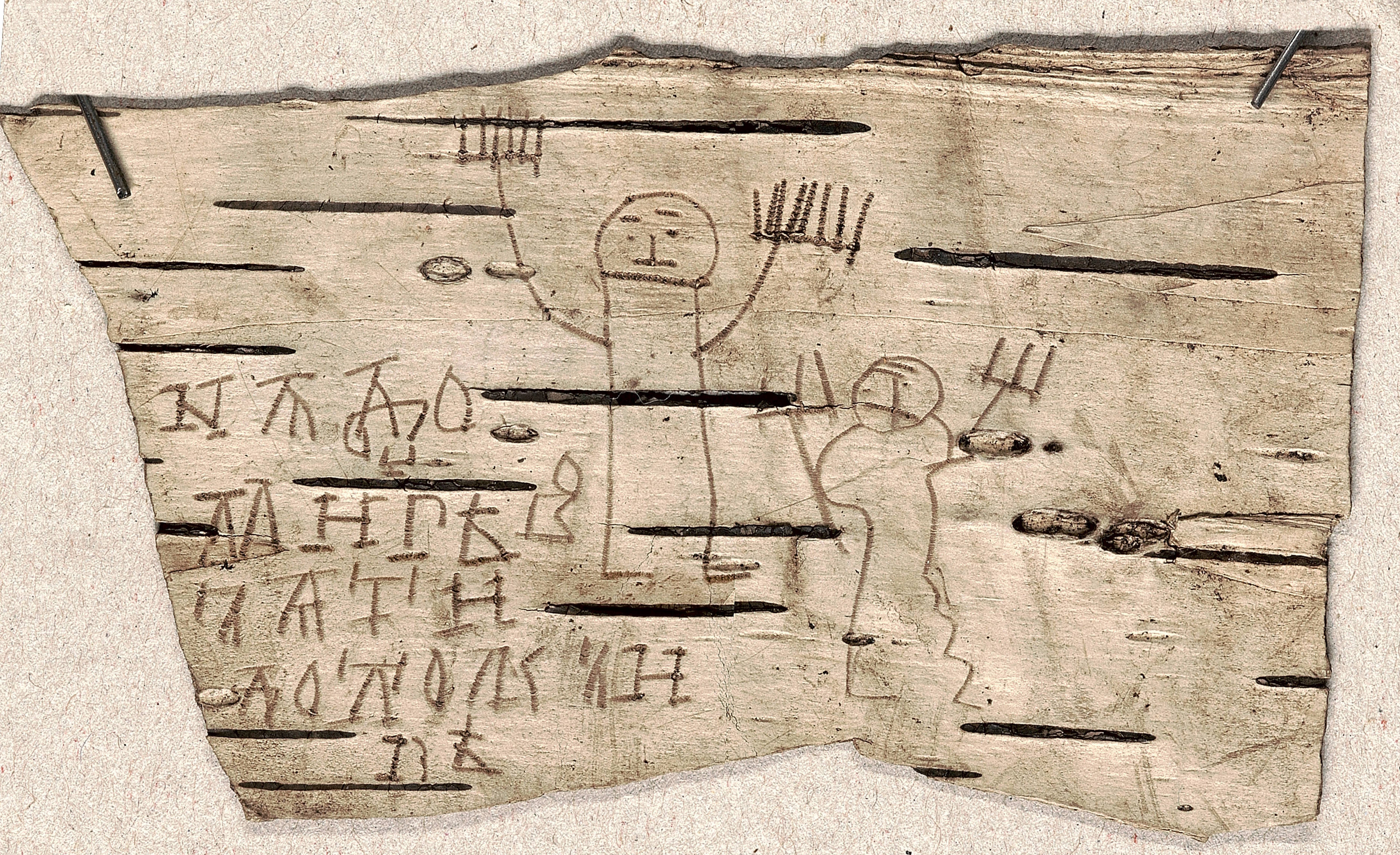
Manuscrito em casca de bétula com desenhos de Onfim (século XIII), um menino de 6 ou 7 anos de idade que estava praticando a escrita.

Na Europa medieval havia um modelo de fases distintas da vida, que demarcavam quando começava e terminava a infância. Um novo bebê era um evento notável. Os nobres imediatamente começavam a pensar em um arranjo de casamento que beneficiaria a família. Aniversários não eram eventos importantes, pois as crianças comemoravam o dia de seu santo pelo qual receberam o nome. A lei da Igreja e a lei comum consideravam as crianças iguais aos adultos para alguns propósitos e distintas para outros propósitos.
A educação no sentido de formação era função exclusiva das famílias para a grande maioria das crianças até o século XIX. Na Idade Média, as principais catedrais operavam programas de educação para um pequeno número de adolescentes destinados a produzir padres. As universidades começaram a aparecer para treinar médicos, advogados e funcionários do governo e (principalmente) padres. As primeiras universidades surgiram por volta de 1100: a Universidade de Bolonha em 1088, a Universidade de Paris em 1150 e a Universidade de Oxford em 1167. Os alunos entravam a partir dos 13 anos e permaneciam por 6 a 12 anos.

### Períodos modernos iniciais
Na Inglaterra durante a era elisabetana, a transmissão de normas sociais era um assunto de família e as crianças aprendiam a etiqueta básica de boas maneiras e respeito aos outros. Alguns meninos frequentavam a escola de gramática, geralmente ensinada pelo padre local. Durante os anos 1600, uma mudança nas atitudes filosóficas e sociais em relação às crianças e a noção de "infância" começaram na Europa. Os adultos cada vez mais viam as crianças como seres separados, inocentes e necessitados de proteção e treinamento por parte dos adultos ao seu redor.
O filósofo inglês John Locke foi particularmente influente na definição dessa nova atitude em relação às crianças, especialmente no que diz respeito à sua teoria da tábula rasa, promulgada em seu Ensaio sobre o entendimento humano de 1690. Na filosofia de Locke, tabula rasa era a teoria de que a mente (humana) seria no nascimento uma "lousa em branco" sem regras para o processamento de dados, e que os dados são adicionados e as regras de processamento são formadas apenas pelas experiências sensoriais. Um corolário dessa doutrina era que a mente da criança nascia em branco e que era dever dos pais imbuir a criança com noções corretas. O próprio Locke enfatizou a importância de fornecer às crianças "livros fáceis e agradáveis" para desenvolver suas mentes, em vez de usar a força para compeli-las: "as crianças podem ser persuadidas a conhecer as letras; ser ensinadas a ler, sem perceber nisso nada além que um esporte, e se divertem naquilo pelo que os outros são açoitados.". Em Alguns Pensamentos sobre a Educação (1693), Locke foi o primeiro na Europa moderna a "desespiritualizar" as noções religiosas de que as crianças nasciam ou boas ou más, afirmando que não eram nem virtuosas, nem depravadas por natureza, porém moldáveis.
Durante o período inicial do capitalismo, a ascensão de uma grande classe média comercial, principalmente nos países protestantes da Holanda e da Inglaterra, trouxe uma nova ideologia familiar centrada na educação dos filhos. O puritanismo enfatizou a importância da salvação individual e a preocupação com o bem-estar espiritual das crianças. Tornou-se amplamente reconhecido que as crianças possuem direitos em seu próprio nome. Isso incluía os direitos das crianças pobres ao sustento, participação em uma comunidade, educação e treinamento profissional. Os Poor Relief Acts na Inglaterra elizabetana colocam a responsabilidade de cada paróquia de cuidar de todas as crianças pobres da área.

#### Infância no início da Inglaterra moderna
Ao longo do período moderno inicial, a infância foi dividida em várias seções: adolescência, trabalho e ofícios familiares, educação, e relações sexuais e casamento. No entanto, as idades que definem esses diferentes passos no desenvolvimento foram arbitrárias. Independentemente das descrições de idade de cada estágio de desenvolvimento, cada pessoa passava por esses estágios em sua vida. Esta seção se concentrará nos estágios da infância no início da Inglaterra moderna, especificamente de meados do século XVI a meados do século XVII.
A adolescência foi um período de curta duração na vida de uma criança. Muitos historiadores debatem essa rápida transição para a vida adulta. Philippe Ariès realizou um estudo sobre a infância e argumentou que, na teoria e na prática, a adolescência era quase desconhecida, afirmando que, a partir dos seis ou sete anos, a criança passaria a fazer parte do mundo adulto. Outros historiadores argumentam que “a adolescência–a idade do florescimento ou da luxúria... pode começar aos 9 anos, mas também aos 14; você poderia abranger os anos entre 14 ou 18 e até 25, 28 ou simplesmente até o casamento." É difícil avaliar adequadamente as diferentes fases da infância porque não havia um momento definidor que sinalizasse a transição entre as fases, tornando assim esta interpretação arbitrária um conflito entre os historiadores. Independentemente disso, ainda existem categorias gerais que são um pouco abrangentes, apesar das diferenças de idade.
Uma ampla crença compartilhada entre os teóricos descreve os instintos humanos como inerentemente pecaminosos desde a adolescência, especialmente em bebês, crianças e jovens. Isso se relaciona com a teoria do médico grego Galeno. Dentro de sua teoria, a fisiologia galênica acreditava que os humanos passavam por quatro eras separadas, cada uma controlada por um humor. "As crianças pequenas eram dominadas pelo humor sanguíneo; as pessoas maduras eram governadas pela cólera negra; e a velhice pela fleuma. A juventude era governada pela cólera vermelha, que também estava associada ao calor e à secura, ao verão e ao fogo... A noção de juventude como um período governado pelo temperamento quente, ou humor, ou fogo... poderia ser usada para evocar uma variedade de qualidades: ousadia, arrogância, atividade excessiva, temeridade, um espírito facilmente atraído para brigas e vinganças, e especialmente para desobediência, tumulto e rebeldia."
Essa agressividade e imprudência associadas à adolescência infantil resultaram em uma ligação com o pecado na religião. Por causa disso, os pais eram responsáveis por fornecer a seus filhos "educação constante e diligente, disciplina estrita e uma educação adequada" como parte do papel católico na paternidade. Sem isso, seus filhos seriam tentados a fazer o mal. Além disso, cerca de metade das crianças morria antes de completar dez anos, de modo que os pais exigiam disciplina rígida e evitavam usar muito afeto, o que só aumentava o respeito das crianças por seus pais. Em várias autobiografias do início do período moderno, os autores até admitiram lutar entre seguir os convites de Deus ou de Satanás. No entanto, a maioria dos autores se repreendeu por ter pensamentos imorais, e até resultou em uma inclinação para práticas espirituais mais tarde na vida.
Apesar de como essas teorias negativas se correlacionavam com a adolescência, às vezes esses comportamentos eram aceitáveis porque o consenso geral era de que esses comportamentos acabariam desaparecendo com o tempo. Portanto, nem todas as associações com a adolescência foram desfavoráveis. Era importante, no entanto, que os pais orientassem seus filhos por esses estágios difíceis da adolescência para garantir a eliminação completa dessas tendências. As crianças valorizavam a opinião e a benção dos pais, enfatizando assim a importância da relação pais-filhos durante as fases da adolescência.
Desde muito cedo, as crianças eram obrigadas a ajudar no trabalho da família; esperava-se também que essas crianças continuassem ajudando a família até que pudessem ou quisessem sair de casa. À medida que cresciam, elas recebiam trabalhos mais exigentes fisicamente ou mais difíceis. Para adicionar a isso, meninos e meninas tinham diferentes tarefas crescendo que normalmente se encaixavam nas tarefas que eles teriam que realizar mais tarde na vida. As crianças tinham trabalhos dentro da casa que realizavam durante todo o ano. Isso inclui "buscar água e pegar gravetos para combustível, fazer recados, ajudar as mães na ordenha, preparar alimentos, limpar, lavar e consertar." Essas tarefas dependiam das regiões em que cada família vivia; famílias rurais ensinavam as crianças a fiar e cardar, e algumas meninas eram educadas em tricô de meias, tricô manual e rendas. Essas eram habilidades úteis para as mulheres urbanas adquirirem à medida que se tornavam indústrias populares no século XVII.
Em outras estações, as crianças realizavam uma infinidade de tarefas ao redor da propriedade. As crianças mais novas ajudavam a gradar a terra, espantar pássaros do milho, arrancar ervas daninhas, colher frutas e espalhar esterco para a produção de alimentos. Durante o inverno, as crianças ainda ajudavam seus pais "debulhando, empilhando roldanas, limpando o celeiro e, nos locais e solos que o exigiam no inverno, arando também".
Ao ajudar nas tarefas familiares, as crianças aprendiam a importância e o valor do trabalho. Isso não apenas era essencial para o desenvolvimento, mas fornecia fundos para famílias que estavam em situação de pobreza. Do século XVI à primeira metade do século XVII, a população da Inglaterra dobrou, chegando a 5 milhões. À medida que a população crescia, a pobreza também crescia. As crianças eram mais suscetíveis à pobreza, o que explica por que trabalhar era tão crucial; se as crianças não estivessem ajudando, elas poderiam se tornar um fardo econômico para suas famílias.
Dentro dessas responsabilidades, havia diferenças nos cargos com base no gênero. Um relato lembra que sua irmã foi ensinada a ler, tricotar, costurar e fiar. Não só isso, mas as meninas também ajudavam nas tarefas domésticas, lavando, comercializando e preparando alimentos. A partir disso, pode-se inferir que esses empregos eram tipicamente dados a mulheres, pois isso se correlacionava com tarefas que elas realizariam mais tarde na vida. Preparar as crianças com as informações de que precisavam para ter sucesso na vida era uma das muitas responsabilidades dos pais.
A educação era significativamente diferente para homens e mulheres na Inglaterra. Vivendo em uma sociedade patriarcal, os homens tinham vantagens sociais que incluíam uma educação estável durante a maior parte de sua vida. As mulheres, por outro lado, eram tipicamente educadas em tarefas mais corretivas que as ajudariam a serem donas de casa ou ter empregos básicos. Para os homens, sua educação consistia principalmente em prepará-los para futuras carreiras em diversos campos. Profissões associadas com "ensino superior, igreja, direito, medicina, negócios e ofícios, serviço militar, marinha e pecuária" eram consideradas apropriadas para homens. O número de escolas aumentou muito no século XVII, proporcionando mais acesso ao ensino fundamental e superior. Estes eram tipicamente internatos, mas havia mulheres espalhadas pelo país que ensinavam leitura básica e alfabetização para famílias que não podiam mandar seus filhos para longe. Devido ao fácil acesso à escolaridade, muitos homens foram educados e conseguiam obter empregos de nível superior. Programas educacionais liberais na Inglaterra pretendiam preparar "cavalheiros para o Parlamento, o púlpito e a corte; para a gestão de propriedades privadas e obras públicas, para as profissões e academia.'" Por causa das oportunidades abundantes, os homens ascenderam a posições de poder, seja no lar ou na política.
As mulheres, no entanto, não tiveram o mesmo acesso a esses recursos. Houve um aumento no número de alunas e internatos para meninas. Enquanto os homens assumiam os diversos cargos que lhes eram oferecidos, as mulheres aprendiam "cozinha e lavanderia… costura… bordado… e a inculcação de graças sociais através do ensino da música e da dança". A escolaridade para as mulheres era principalmente para fins domésticos. Além disso, a escolaridade não era necessariamente típica das mulheres; geralmente, as famílias superiores educavam suas filhas. No geral, um número significativo de mulheres não recebia educação formal. Ter uma educação clássica parecia luxo; saber sobre “provisionar, cuidar de doenças da casa, proteger as propriedades na ausência de pais, irmãos e maridos e lidar com questões legais eram vitais para o bom funcionamento das propriedades". Apesar de não terem acesso fácil à educação formal, as mulheres eram responsáveis por ensinar seus filhos. Era dever dos pais guiar seus filhos ao longo da vida, moldando sua moral e valores. Portanto, as mulheres não tinham as mesmas oportunidades que os homens. Apesar disso, eles ainda se mostraram úteis para administrar a casa; seja cuidar de crianças, costurar roupas ou fazer tarefas domésticas. A igualdade na educação não aconteceria por muito tempo, mas as mulheres deram pequenos passos no aprendizado da leitura e da alfabetização, apesar da falta de oportunidades educacionais.
Normalmente, a infância chegava ao fim com o casamento. As teorias por trás da virgindade e dos processos de namoro durante o início do período moderno também reforçavam a estrutura patriarcal da sociedade; o casamento também foi outro lembrete de como essa estrutura patriarcal afeta as famílias. Após o casamento, homens e mulheres normalmente evoluíam para a paternidade, simbolizando o fim de sua adolescência. Antes do namoro, havia pressões tanto das famílias dos homens quanto das mulheres para o casamento, mas também havia promiscuidade entre ambas as partes. Homens que visitavam casas de prostituição não era incomum; "Os jovens parecem então ter sido... menos rígidos em sua moral do que os adultos casados. Isso era verdade para os homens e, até certo ponto, para as mulheres." O namoro também ocorria. Tal incluía "companheirismo casual" em eventos públicos, mas também reuniões em áreas muito mais privadas; além de "reuniões regulares, familiaridade próxima e muito contato físico em lugares privados ou semiprivados". Em raras ocasiões, os casais passavam uma noite inteira juntos onde "a jovem morava, em uma cervejaria ou ao ar livre".
Após o namoro, seguia-se o casamento. O casamento era extremamente importante no início da sociedade moderna. Alguns historiadores até acreditam que este era um dos processos mais importantes na obtenção da idade adulta. Ela "envolvia a formação de uma família separada que desempenhava uma multiplicidade de papéis sociais e econômicos–era um locus de autoridade e governo masculino, e uma unidade de procriação, consumo e produção".
A família patriarcal era crucial para um casamento bem-sucedido. O marido detinha principalmente o maior poder na casa, enquanto a esposa era responsável por ser mãe e educar seus filhos e manter a casa. Embora a estrutura patriarcal do casamento fosse importante, havia limitações. Havia muitas expectativas sociais, especialmente para as mulheres, em relação ao casamento. As expectativas de hábitos sexuais em torno das mulheres casadas resultaram na formação de certas atitudes em torno da juventude feminina.

### Era do Iluminismo

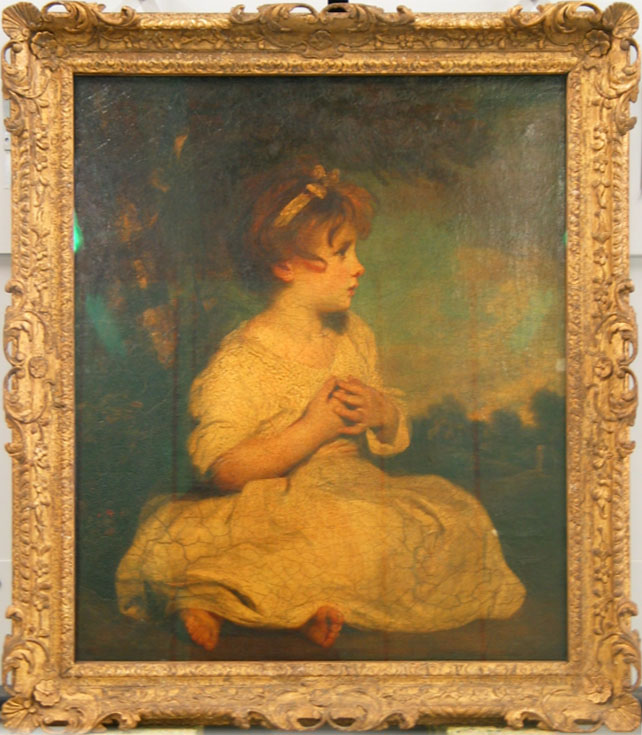
A Idade da Inocência c.1785/8. Joshua Reynolds enfatizou a graça natural das crianças em suas pinturas

A noção moderna de infância com autonomia e objetivos próprios começou a surgir durante o Iluminismo e o período romântico que se seguiu. Jean Jacques Rousseau formulou a atitude romântica em relação às crianças em seu famoso romance de 1762 Emílio, ou Da Educação. Com base nas ideias de John Locke e outros pensadores do século XVII, Rousseau descreveu a infância como um breve período de santuário antes que as pessoas encontrem os perigos e as dificuldades da vida adulta. "Por que roubar esses inocentes das alegrias que passam tão rapidamente?", suplicou Rousseau. "Por que encher de amargura os primeiros dias fugazes da infância, dias que não retornarão para eles mais do que para ti?".
A ideia da infância como um locus de divindade e inocência é exposta em "Ode: Intimations of Immortality from Recollections of Early Childhood", de William Wordsworth, cujas imagens ele "formou a partir de uma mistura complexa de estética pastoral, visões panteístas da divindade e uma ideia de pureza espiritual baseada em uma noção edênica de inocência pastoral infundida com noções neoplatônicas de reencarnação". Essa concepção romântica da infância, sugere a historiadora Margaret Reeves, tem uma história mais longa do que geralmente se reconhece, com suas raízes traçadas a construções igualmente imaginativas da infância que circulam, por exemplo, na poesia neoplatônica do poeta metafísico do século XVII Henry Vaughan (p., "The Retreate", 1650; "Childe-hood", 1655). Tais visões contrastavam com as visões estridentemente didáticas e calvinistas da depravação infantil.
Com base na teoria de Locke de que todas as mentes começaram como uma lousa em branco, o século XVIII testemunhou um aumento acentuado nos livros didáticos infantis que eram mais fáceis de ler e em publicações como poemas, histórias, novelas e jogos que visavam as mentes impressionáveis dos jovens. aprendizes. Esses livros promoveram a leitura, a escrita e o desenho como formas centrais de autoformação para as crianças.
Durante esse período, a educação infantil tornou-se mais comum e institucionalizada, a fim de suprir a Igreja e o Estado com os funcionários para servir como seus futuros administradores. Pequenas escolas locais onde crianças pobres aprendiam a ler e escrever foram estabelecidas por filantropos, enquanto os filhos e filhas das elites nobres e burguesas receberam educação distinta na escola de gramática e na universidade.

#### Direitos da criança de acordo com a lei
Com o início da industrialização na Inglaterra, uma crescente divergência entre os ideais românticos da infância e a realidade da crescente magnitude da exploração infantil no local de trabalho tornou-se cada vez mais evidente. Embora o trabalho infantil fosse comum nos tempos pré-industriais, as crianças geralmente ajudavam seus pais na agricultura ou no artesanato. No final do século XVIII, no entanto, as crianças eram especialmente empregadas nas fábricas e minas e como limpadores de chaminés, muitas vezes trabalhando longas horas em empregos perigosos por baixos salários. Na Inglaterra e na Escócia, em 1788, dois terços dos trabalhadores de 143 fábricas de algodão movidas a água foram descritos como crianças. Na Grã-Bretanha do século XIXA, um terço das famílias pobres não tinha um ganha-pão, por morte ou abandono, obrigando muitas crianças a trabalhar desde tenra idade.

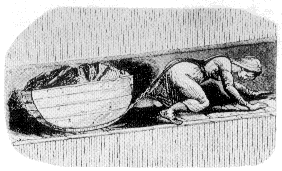
Nas minas de carvão, as crianças rastejavam por túneis estreitos e baixos demais para os adultos.

À medida que o século avançava, a contradição entre as condições no terreno para os filhos dos pobres e a noção de infância da classe média como um tempo de inocência levou às primeiras campanhas pela imposição de proteção legal para as crianças. Os reformadores atacaram o trabalho infantil a partir da década de 1830, reforçados pelas horríveis descrições da vida nas ruas de Londres por Charles Dickens. A campanha que levou aos Factory Acts foi liderada por ricos filantropos da época, especialmente Lord Shaftesbury, que apresentou projetos de lei no Parlamento para mitigar a exploração de crianças no local de trabalho. Em 1833, ele introduziu a Lei das Dez Horas de 1833 na Câmara dos Comuns, que previa que as crianças que trabalhavam nas indústrias de algodão e lã deveriam ter nove anos ou mais; nenhuma pessoa menor de dezoito anos deveria trabalhar mais de dez horas por dia ou oito horas no sábado; e ninguém com menos de vinte e cinco anos deveria trabalhar à noite. As intervenções legais ao longo do século aumentaram o nível de proteção à infância, apesar da prevalência da atitude de laissez-faire vitoriana em relação à interferência do governo. Em 1856, a lei permitia o trabalho infantil após os 9 anos de idade por 60 horas por semana. Em 1901, a idade permitida para o trabalho infantil foi aumentada para 12 anos.

## Infância moderna
A atitude moderna em relação às crianças surgiu no final do século XIX; as classes média e alta vitorianas enfatizavam o papel da família e a santidade da criança–uma atitude que permaneceu dominante nas sociedades ocidentais desde então. Isso pode ser visto no surgimento do novo gênero da literatura infantil. Em vez da natureza didática dos livros infantis de uma época anterior, os autores começaram a escrever livros humorísticos, voltados para a criança, mais sintonizados com a imaginação infantil. Tom Brown's School Days, de Thomas Hughes, apareceu em 1857 e é considerado o livro fundador da tradição da história escolar. A fantasia de Lewis Carroll, Alice no País das Maravilhas, publicada em 1865 na Inglaterra, sinalizou a mudança no estilo de escrita das crianças para um estilo imaginativo e empático. Considerada a primeira "obra-prima inglesa escrita para crianças" e um livro fundador no desenvolvimento da literatura de fantasia, sua publicação abriu a "Primeira Era de Ouro" da literatura infantil na Grã-Bretanha e na Europa, que continuou até o início dos anos 1900.

### Escolaridade obrigatória

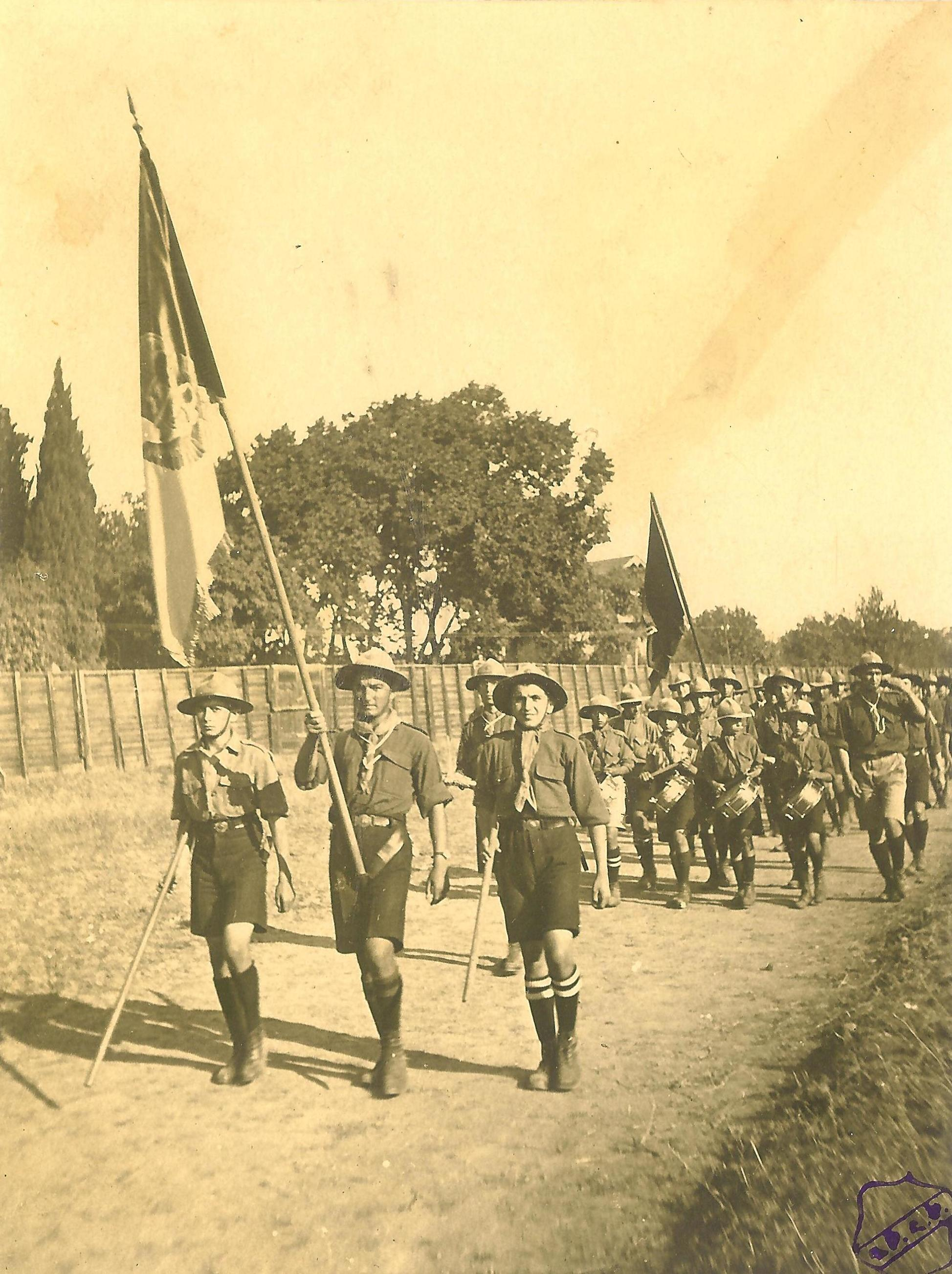
Primeira procissão de escoteiros armênios em Constantinopla em 1918

A segunda metade do século também viu a introdução da escolaridade obrigatória do Estado de crianças em toda a Europa, que removeu decisivamente as crianças do local de trabalho para as escolas. Métodos modernos de ensino público, com escolas pagas por impostos, frequência obrigatória e professores educados surgiram primeiro na Prússia no início do século XIX, e foram adotados pela Grã-Bretanha, Estados Unidos, França e outras nações modernas por 1900. O advento da educação em massa, no sistema escolar e de divisão de séries, permitiu globalmente uma maior discriminação entre períodos da infância, como a distinção entre crianças nas escolas primárias e jovens em outras instituições.
A economia de mercado do século XIX possibilitou o conceito de infância como um momento de diversão de felicidade. Bonecas e casas de bonecas feitas em fábrica encantavam as meninas e esportes e atividades organizadas eram praticados pelos meninos. Os Escoteiros foram fundados por Sir Robert Baden-Powell em 1908, que oferecia aos meninos atividades ao ar livre com o objetivo de desenvolver o caráter, a cidadania e as qualidades pessoais de condicionamento físico.
A natureza da infância na fronteira americana é contestada. Um grupo de estudiosos, seguindo o exemplo das romancistas Willa Cather e Laura Ingalls Wilder, argumentam que o ambiente rural era salubre. Os historiadores Katherine Harris e Elliott West escrevem que a educação rural permitiu que as crianças se libertassem das hierarquias urbanas de idade e gênero, promoveu a interdependência familiar e, no final, produziu crianças que eram mais autoconfiantes, móveis, adaptáveis, responsáveis, independentes e mais em contato com a natureza do que suas contrapartes urbanas ou orientais. Por outro lado, as historiadoras Elizabeth Hampsten e Lillian Schlissel oferecem um retrato sombrio da solidão, privação, abuso e trabalho físico exigente desde tenra idade. Riney-Kehrberg assume uma posição intermediária.

### Em países comunistas
Segundo Peter N. Sterns: "Ainda outro modelo de mudança na infância veio dos regimes comunistas no século XX. Tanto na Rússia quanto mais tarde na China, os revolucionários comunistas se voltaram surpreendentemente rápido para a infância depois que ganharam o controle político. Os motivos eram duplos: um desejo geral de renovar a infância como meio de promover a industrialização, mas também um interesse em moldar as crianças, além de seus pais, para valores e lealdade comunistas. Elementos deste programa foram rapidamente reconhecíveis. Nova atenção à saúde pública e materna começou a reduzir as taxas de mortalidade infantil. Em 1960, as taxas de mortalidade infantil na União Soviética caíram bem abaixo de 5%, uma redução de 900% desde 1917. A educação recebeu atenção igualmente imediata. Um Decreto sobre a Erradicação do Analfabetismo, emitido em 1919, inaugurou uma rápida expansão das escolas a partir da creche. A escolarização rapidamente se tornou um componente central da infância. Na China, as matrículas no ensino fundamental triplicariam apenas durante a década de 1950, um enorme investimento para uma nação ainda pobre. Ao mesmo tempo, os regimes comunistas buscavam suas próprias definições de infância, dentro do que pode ser visto como um modelo moderno padrão. Debates sobre controle de natalidade podem ser acirrados."
"A União Soviética, sob Stalin, optou por políticas familiares bastante conservadoras, incluindo o incentivo às famílias numerosas. De fato, os pais escolheram cada vez mais o contrário, em meio à pressão da habitação urbana e da industrialização em expansão, resultando em uma transição demográfica bastante padronizada. A China, claro, foi diferente, continuando a encorajar altas taxas de natalidade até 1978, depois revertendo dramaticamente o curso com a política do filho único. Os regimes comunistas procuravam manter algum compromisso com o trabalho como parte da infância, ao mesmo tempo em que impunham limites claros ao trabalho infantil convencional. Grupos de jovens comunistas prestavam serviço trabalhista. Os esforços do governo para inculcar novos valores envolveram ataques mais explícitos à autoridade dos pais do que era comum no Japão ou no Ocidente, embora os resultados nem sempre fossem previsíveis."

### Criatividade
Na América de meados do século XX, houve intenso interesse em usar instituições para apoiar a criatividade inata das crianças. Isso ajudou a remodelar as brincadeiras das crianças, o design de casas suburbanas, escolas, parques e museus. Produtores de programas infantis de televisão trabalharam para estimular a criatividade. Brinquedos educativos projetados para ensinar habilidades ou desenvolver habilidades proliferaram. Para as escolas, havia uma nova ênfase nas artes, bem como na ciência no currículo. A ênfase foi revertida na década de 1980, à medida que as políticas públicas enfatizavam os resultados dos testes, os diretores das escolas minimizavam qualquer coisa que não estivesse sendo pontuada em testes padronizados. Depois de 2000, as crianças ficariam hipnotizadas por seus telefones celulares, muitas vezes verificando suas mensagens de texto ou página do Facebook.

## Mundo não ocidental
A infância incidia uma carga econômica cujos custos de início superavam os benefícios em sociedades caçadoras-coletoras, devido à limitada possibilidade de as crianças poderem exercer funções, de maneira que poucas famílias tinham mais de 4 filhos ao longo de sua vida reprodutiva; há indícios de rituais de iniciação dos jovens à caça. Em sociedades agrárias, elas eram comumente empregadas nos trabalhos.
Com a invenção da escrita, surgem novas evidências da infância a partir das civilizações antigas e clássicas, porém muitas vezes enfatizando mais as crianças do sexo masculino e de classe alta. Registros de escolarização do Egito Antigo e da Mesopotâmia apontam que havia dura disciplina sobre as crianças durante o aprendizado em lições e memorização, envolvendo punições físicas. O Código de Hamurabi prescrevia que crianças filhas de escravos eram também escravas, a menos que explicitamente designado o contrário. Há registro de rituais envolvendo a infância, como as práticas fenícias de sacrifício infantil (infanticídio), porém a maior quantidade de evidência material se concentra na cultura judaica em seus elaborados rituais, que desempenharam influência na consideração da infância até aos dias de hoje. A prática judaica inicial aceitava o infanticídio de recém-nascidos não desejados, mas outras mortes de crianças eram religiosamente vistas com grande luto e empatia pela perda. Os judeus davam ênfase à educação e alfabetização e responsabilizava os pais pela criação religiosa dos filhos.
Na Mesopotâmia e no Antigo Israel, era considerada a existência de um estágio da infância pré-nascimento que imputava às crianças uma conexão com a divindade, com elas desempenhando nessas sociedades um papel e valor próprio ligado a cultos domésticos. Em vista disso, havia um conceito demarcado da infância, como evidenciado também por suas responsabilidades legais aos pais. Devido à ligação religiosa da infância para com YHWH, a cultura hebraica exercia um tratamento da infância diferente daqueles encontrados nas outras sociedades ao redor. Uma nova linha de estudos bíblicos baseada em evidências históricas da infância dessas sociedades antigas é a chamada childist interpretation.
Na China clássica, o confucionismo influenciou uma estrutura hierarquizada que envolvia rituais e disciplina das crianças em relação aos familiares. A infância inicial, porém, era livre de dura disciplina. Na Índia clássica, havia mais intensamente a presença de rituais religiosos como ritos de passagem e cerimônias de educação, e maior espaço para a indulgência da fantasia infantil; no entanto, conforme se avançavam os estágios, era esperada a formação da disciplina e de papéis aos jovens, e os padrões variavam entre as castas.
O conceito moderno europeu de infância foi também copiado por sociedades não ocidentais à medida que se modernizavam. Na vanguarda estava o Japão, que começou a se envolver ativamente com o Ocidente depois de 1860. Os líderes da era Meiji decidiram que o estado-nação tinha o papel principal na mobilização de indivíduos–e crianças–a serviço do estado. A escola de estilo ocidental foi apresentada como o agente para atingir esse objetivo. Na década de 1890, as escolas estavam gerando novas sensibilidades em relação à infância. Na virada do século XX, o Japão tinha vários reformadores, especialistas em crianças, editores de revistas e mães bem educadas que adotaram essas novas atitudes. No entanto, mesmo que possa ter sido rearticulado, já havia antes um conceito próprio de infância no Japão, como encontrado por exemplo no período Tokugawa, em que se evidencia uma cultura comercial destinada às crianças, como em livros infantis de impressão xilográfica.

## Os historiadores e a história da infância
As crianças e a infância foram por muito tempo ignoradas na escrita profissional da história de acordo com os historiadores profissionais que agora ocupam esse campo. Por exemplo, os historiadores Elliott West e Paula Petrik escreveram que "os adultos recebem praticamente toda a atenção daqueles que contam as histórias de sociedades passadas, enquanto meninos e meninas, se mencionados, aparecem geralmente como criaturas passivas e periféricas, partes dóceis de forças além de suas controle ou figuras divertidas brincando nas bordas da ação principal."
No século XX, a história da infância tornou-se um subcampo da história social por direito próprio, com um compromisso expresso de trazer jovens, muitas vezes marginalizados, para as narrativas históricas. Os praticantes argumentam que a história é menos precisa se não levar em conta a presença dos jovens e que, apesar de muitas vezes serem menos poderosas que os adultos, as crianças podem agir com agência histórica. O campo é frequentemente dividido, particularmente por estudiosos norte-americanos, em "história das crianças" e "história da infância". A história da infância se preocupa com a infância, a construção social e, muitas vezes, presta atenção às opiniões e representações dos adultos sobre as crianças. A história das crianças privilegia as opiniões e respostas das próprias crianças.
Philippe Ariès impulsionou a formação do subcampo. No entanto, suas afirmações foram amplificadas e mal interpretadas, de modo que todo tratamento pré-moderno da infância foi interpretado por alguns historiadores como tendo sido uma história de tortura e que supostamente o tratamento emotivo de cuidado à infância teria surgido apenas como invenção ao século XX, no mito do "século da criança". Revisionistas tentaram deslegitimar as propostas dessa nova área de estudo da infância: "todo o argumento estimulou uma resposta revisionista quase imediata por estudiosos imersos nas glórias da Idade Média ou início do período moderno, que argumentavam que as crianças no passado eram amadas e tratadas com bondade, que não há uma história real de parentalidade de qualidade (um conceito eles consideravam uma constante humana), e que toda a justificativa inicial para a infância era falha". Peter N. Stearns afirma que a controvérsia entre os primeiros historiadores da infância e revisionistas foi superada e que, apesar de a pesquisa da história da infância ter sofrido recuo durante os anos 80, agora está fortemente revivida em estudos sobre a cultura material de crianças, como brinquedos e outros artefatos, além de estudos sobre registros como de imagens variáveis das crianças, de atitudes e ansiedades parentais, a orfandade e a adoção.
Joseph Hawer e Jay Hiner afirmam: "Ariès foi justamente criticado por seu uso seletivo e às vezes acrítico de evidências, mas ninguém contestou com sucesso seu ponto essencial de que a infância não é um estágio imutável da vida, livre da influência da mudança histórica".
Ariès foi talvez o primeiro historiador proponente da "hipótese da indiferença parental", segundo a qual quando as taxas de mortalidade infantil são altas, implicaria baixo investimento afetivo em crianças. Assim, em sua generalização do período pré-moderno Ariès afirmou: "as pessoas não podiam se permitir ficar muito apegadas a algo que era considerado uma perda provável". Porém essa hipótese não se sustenta transculturalmente em estatísticas e na percepção emotiva dos parentes, além de evidências como as das sociedades mesopotâmicas apontarem o contrário ao darem valor às crianças, como evidenciado pelas práticas funerárias e por registros de que a morte delas trazia uma impressão dolorosa às pessoas, além de preocupação sobre seu estado pós-morte.
A história das crianças, em particular, às vezes é como encontrando um "problema de origem", pois as crianças não deixaram para trás os mesmos tipos de registros históricos escritos que os adultos. Alguns historiadores promovem a ideia de que desenhos de crianças históricas podem ser usados como fontes históricas para ajudar a entender mais sobre as experiências e opiniões dos jovens no passado. O historiador Jack Hodgson argumenta que, embora os desenhos muitas vezes tenham um grau de ambiguidade devido à necessidade de interpretá-los, eles ainda têm "enorme potencial comunicativo", incluindo "fornecer insights sobre sentimentos ou emoções não quantificáveis".

### Historiografia
- Cunningham, Hugh. "Histories of Childhood," American Historical Review, Oct 1998, Vol. 103 Issue 4, pp 1195–1208 JSTOR 2651207
- Fass, Paula. "The World is at our Door: Why Historians of Children and Childhood Should Open Up," Journal of the History of Childhood and Youth, Jan 2008, Vol. 1 Issue 1, pp 11–31 on U.S.
- Hawes, Joseph M. and N. Ray Hiner, "Hidden in Plain View: The History of Children (and Childhood) in the Twenty-First Century," Journal of the History of Childhood & Youth, Jan 2008, Vol. 1 Issue 1, pp 43–49; on U.S.
- Hodgson, Jack, "Accessing children’s historical experiences through their art: four drawings of aerial warfare from the Spanish Civil War," Rethinking History, 2021. https://doi.org/10.1080/13642529.2021.1928393
- Hsiung, Ping-chen. "Treading a Different Path? Thoughts on Childhood Studies in Chinese History," Journal of the History of Childhood & Youth, Jan 2008, Vol. 1 Issue 1, pp 77–85
- King, Margaret L. "Concepts of Childhood: What We Know and Where We Might Go," Renaissance Quarterly Volume: 60. Issue: 2. 2007. pp 371+.
- Premo, Bianca. "How Latin America's History of Childhood Came of Age," Journal of the History of Childhood & Youth, Jan 2008, Vol. 1 Issue 1, pp 63–76
- Stearns, Peter N. "Challenges in the History of Childhood," Journal of the History of Childhood and Youth, Jan 2008, Vol. 1 Issue 1, pp 35–42
- Stearns, Peter N. Childhood in World History (2011)
- West, Elliott. Growing Up in Twentieth-Century America: A History and Reference Guide (1996)

- Wilson, Adrian (1980). «The Infancy of the History of Childhood: An Appraisal of Philippe Ariès». History and Theory. 19 (2): 132–53. JSTOR 2504795. doi:10.2307/2504795